# José Rolando Rodríguez
José Rolando Rodríguez (Tucumán, Argentina - San Miguel de Tucumán, Tucumán; 14 de mayo de 2019) fue un futbolista y entrenador argentino. Como futbolista se desempeñó como delantero.

## Trayectoria
Rodríguez llegó a Atlético Tucumán en 1961, en el marco de la renovación del equipo, que había vendido a muchos jugadores luego de ganar el Campeonato de Campeones de la República Argentina. En su primer año se coronó campeón tucumano, continuando la racha de campeonatos anuales que venía sosteniendo la institución desde 1957. 1962 fue un gran año, debido al regreso del Maestro Villalba al club, y a que se coronó campeón nuevamente. En 1963 y 1964 se consagró campeón tucumano, terminando invicto en el último mencionado y completando el octacampeonato del club.
Luego de su retiro como futbolista se dedicó a la dirección técnica y llegó a ser entrenador del decano.

## Clubes
| Club                  | País      |
| --------------------- | --------- |
| Club Atlético Tucumán | Argentina |

## Palmarés
| Título        | Equipo                | País      | Año  |
| ------------- | --------------------- | --------- | ---- |
| Liga Tucumana | Club Atlético Tucumán | Argentina | 1961 |
| Liga Tucumana | Club Atlético Tucumán | Argentina | 1962 |
| Liga Tucumana | Club Atlético Tucumán | Argentina | 1963 |
| Liga Tucumana | Club Atlético Tucumán | Argentina | 1964 |